# Mededeelingen van's Rijks-Herbarium
Mededeelingen van's Rijks-Herbarium (abreviado Meded. Rijks-Herb.) fue una revista con ilustraciones y descripciones botánicas que fue publicada en Leiden desde 1910 hasta 1933, publicándose 70 números.